# Gongora galeata
Espèce
Statut CITES
Gongora galeata est une espèce d'orchidées du genre Gongora originaire d'Amérique centrale.